# Eduardo Leal
Eduardo Leal (Porto, 17 de março de 1980) é um fotógrafo documental português baseado em Macau, China, que trabalha principalmente no Sudeste Asiático. Anteriormente trabalhou durante vários anos na América do Sul.
Licenciado em Jornalismo pela Escola de Jornalismo do Porto, em Portugal, também tem um mestrado em Fotojornalismo e Fotografia Documental pelo London College of Communication e participou no XXVIII Eddie Adams Workshop em Nova Iorque, nos EUA.
De 2009 a 2014, foi consultor da Fundação Arpad A. Busson, tendo sido responsável pela coleção de fotografia “Cuban in Revolution” e fazendo parte da equipa curatorial das exposições no International Center of Photography (ICP) em Nova Iorque, em 2010, e na Garage CCC em Moscovo, na Rússia, em 2011. Fez também parte da equipa que concebeu e produziu o livro "Cuba in Revolution", publicado pela editora Hatje Cantz em 2013.
O seu trabalho tem vindo a ser publicado internacionalmente em veículos de comunicação social como The Washington Post, Time, Bloomberg, AFP, Stern, The Guardian, Dagens Nyheter, entre outros.

## Prémios
- 2023 - Prémio Felix Schoeller Photo - Selecionado, categoria de Fotojornalismo[5]

- 2019 - POY LatAm - 1.º lugar, categoria Desporto[6]

- 2019 - Estação Imagem - Menção Honrosa, categoria "Desporto"[7]

- 2018 - Bolsa de Exploração Nomad[8]

- 2017 - Coup de Couer de Visa pour l'Image por l'Association Nationale des Iconographes[9]

- 2015 - LensCulture Earth Awards - 3.º lugar, categoria Fine Art/Conceptual[10]

- 2015 - Estação Imagem - 1.º lugar, categoria Natureza[11]

- 2015 - Sony World Photo Awards - 3.º lugar, categoria Aberta[12]

## Exposições
- 2022/2023 - “Diakuyu”, Exposição Itinerante Nacional, Portugal[13]
- 2021 - “Açorianas do Mar” (exposição individual) - Imprópria Festival da Igualdade de Género, Ponta Delgada, Portugal[14]
- 2019 - "Kumbh Mela: The Challenge of Existence" (exposição individual), Galeria Manifesto, Matosinhos, Portugal[15]
- 2019 - 9.ª Mostra SP de Fotografia, São Paulo, Brasil[16]
- 2019 - "Plastic Trees" (exposição individual), Fundação Rui Cunha, Macau, China[17]
- 2018 - National Geographic Exodus Aveiro Fest, Aveiro, Portugal[18]
- 2015 - Photoville, Nova Iorque, EUA[19]
- 2015 - Sony World Photo Awards, Somerset House, Londres, Reino Unido[20]